# Sericoleon paessleri
Sericoleon paessleri is een insect uit de familie van de mierenleeuwen (Myrmeleontidae), die tot de orde netvleugeligen (Neuroptera) behoort. 
Sericoleon paessleri is voor het eerst wetenschappelijk beschreven door Esben-Petersen in 1933.